# 新堀池

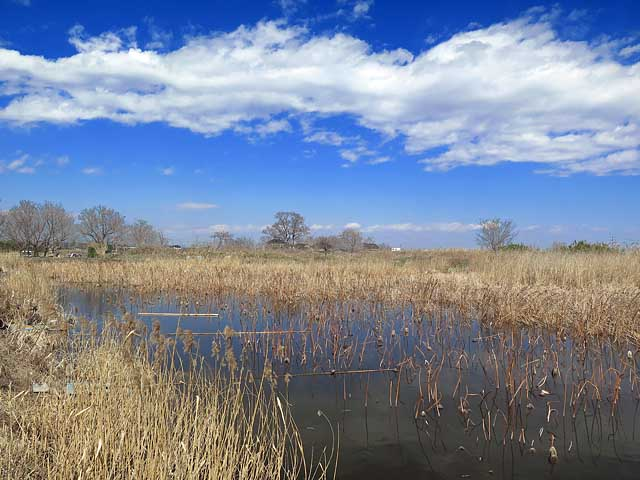
新堀池（2014年2月）

新堀池（しんほりいけ）は、埼玉県さいたま市岩槻区大字釣上（新和地区）に所在する池である。

## 概要
新堀池は人工池であり、かつて池の北方に所在していた越谷陸軍飛行場（新和飛行場）が建設された際に、その雨水処理のために開削された調整池の跡地である。池の規模は埋め立てなどにより年々縮小してきている。埋め立ては国道463号越谷浦和バイパスの建設などに伴い行われてきた。池の東・南・西側には水路が所在しているため、近づくことは少々困難である。新堀池のすぐ東側には末田落が流下している。所在地周辺は主に水田などの農地となっており、南方に集落や住宅地などが位置している。また新堀池には睡蓮が植生しており、季節には睡蓮の花が見ごろとなる。

## 所在地
- 〒339-0024
- 埼玉県さいたま市岩槻区大字釣上[5]

## 周辺
- 新和地区
- 国道463号越谷浦和バイパス
- 第二末田落
- 末田落
- 越谷陸軍飛行場（新和飛行場滑走路跡）